# Ceratopogon hudjakovi
Ceratopogon hudjakovi är en tvåvingeart som beskrevs av Remm 1974. Ceratopogon hudjakovi ingår i släktet Ceratopogon och familjen svidknott. Inga underarter finns listade i Catalogue of Life.